# Mi mujer no es mi señora
Mi mujer no es mi señora es una película cómica argentina, cuyo protagonista principal es Alberto Olmedo, estrenada el 1 de junio de 1978. Tuvo el título alternativo de Mi marido no funciona.  La obra teatral de José Dominiani sobre la que se hizo el libreto está basada, a su vez, en la obra de teatro Compartiment pour dames seules de Maurice Hennequin y Alberto Mitchel sobre la cual ya se habían hecho en el país dos versiones fílmicas: Mi suegra es una fiera (1939) y Suegra último modelo (1953).

## Argumento
Juan Carlos, un hombre de negocios, se enamora de una mujer mucho más joven que él, y termina casándose con ella. La suegra de Juan Carlos, a raíz de un incidente con él, le cuenta una historia inventada: que el padre de su hija es un desconocido, con el que tuvo sexo en el vagón de un tren.
Casualmente a Juan Carlos muchos años atrás le había ocurrido esta situación, y ahora, con las dudas de que su esposa sea su hija, no quiere ni acercarse a ella en su noche de bodas.

## Reparto
- Alberto Olmedo ... Juan Carlos Rivera
- Nadiuska ... María
- Joe Rígoli ... Felipe
- Olga Zubarry ... Madre de María
- Adriana Parets ... Tina
- Pata Villanueva ... Tuca
- Emilio Vidal
- Fernando Iglesias (Tacholas)
- Camila Perissé
- José Calvo  ... Don Homero
- Luis Corradi
- Héctor Fernández Rubio
- Fernando Iglesias 'Tacholas'
- Miguel Jordán
- Lelio Lesser
- Inés Murray
- Camila Perissé
- Horacio O'Connor
- Emilio Vidal
- Graciela Amor
- Graciela Cohen
- Daniel Chilensky
- Luis de María
- Mónica Esteves
- Adriana Forte
- Susana Gilard
- Iván Greene
- Antonio López
- Margarita Martín
- Enrique Nóbili
- Alfredo Quesada
- Perla César